# Wernershöhe (Naturschutzgebiet)
Die Wernershöhe ist ein ehemaliges Naturschutzgebiet in der niedersächsischen Gemeinde Sibbesse im Landkreis Hildesheim.

## Allgemeines
Das Naturschutzgebiet mit dem Kennzeichen NSG HA 168 war rund 87 Hektar groß und nahezu vollständig Bestandteil des FFH-Gebietes „Sieben Berge, Vorberge“. Es war nahezu vollständig von Landschaftsschutzgebieten umgeben. Im Nordosten grenzte es an das Landschaftsschutzgebiet „Sieben Berge, Vorberge“, ansonsten grenzte es überwiegend an das Landschaftsschutzgebiet „Sackwald“. Das Gebiet stand ab dem 9. Juni 1994 unter Naturschutz. Zum 28. Dezember 2017 ging ein großer Teil des Schutzgebietes im neu ausgewiesenen Naturschutzgebiet „Trockenlebensräume – Sieben Berge, Vorberge“ auf. Ein verbliebenes Stück im Norden des ehemaligen Naturschutzgebietes wurde gelöscht und die Fläche in das Landschaftsschutzgebiet „Sieben Berge, Vorberge“ eingegliedert. Zuständige untere Naturschutzbehörde war der Landkreis Hildesheim.

## Beschreibung
Das ehemalige Naturschutzgebiet liegt nordöstlich von Alfeld (Leine) auf der Wernershöhe, einer Anhöhe der Vorberge am Ostrand des Alfelder Berglandes. Es stellte eine waldfreie, überwiegend extensiv ackerbaulich genutzte Hochfläche auf flachgründigen Kalkböden unter Schutz. Die Ackerflächen zeichnen sich insbesondere durch die Ackerwildkrautgesellschaften aus. Im Nordosten des ehemaligen Naturschutzgebietes sind im Bereich der „Wacholdertrift“ Fragmente orchideen- und enzianreicher Halbtrockenrasen und Hutewälder zu finden. In den Randbereichen des überwiegend von Waldflächen umgebenen Gebietes sind ungenutzte Niederwälder und Eichen-Hainbuchenwälder sowie Mischwälder mit alten Hutebäumen zu finden.
Das ehemalige Naturschutzgebiet bewahrte einen Ausschnitt einer früher in der Mittelgebirgsregion weit verbreiteten Kulturlandschaftsform mit ihrer zum Teil hochgradig gefährdeten Begleitflora und -fauna. Seit Mitte der 1980er-Jahre wird hier auf Initiative der Paul-Feindt-Stiftung des Ornithologischen Vereins zu Hildesheim (OVH), der das Gebiet betreute, Ackerwildkrautschutz betrieben. Hierfür wurde die Fruchtfolge so angepasst (Rotklee, Hafer-Gerste, Roggen, Roggen-Wicken), dass die Nutzung zufriedenstellende Erträge liefert und gleichzeitig die Anzahl der Ackerkräuter deutlich zugenommen hat. Rotklee und Wicken dienen der Erzeugung von Saatgut und der Gründüngung, aus dem Klee wird ferner Silage gewonnen.
So lassen sich hier jedes Jahr mehrere Rote-Liste-Arten nachweisen, darunter Einjähriger Ziest, Kleiner Frauenspiegel, Acker-Hahnenfuß, Gefurchter und Gezähnter Feldsalat, Venuskamm, Früher Ehrenpreis, Frühlings-Zahntrost, Feldrittersporn, Schmalblättriger Hohlzahn, Acker-Hundskamille, Acker-Steinsame, Genfer Günsel, Ackerröte, Kornblume, Blasser Erdrauch, Acker-Lichtnelke, Acker-Haftdolde, Grünblütiges Labkraut und Finkensame. Auf der Wernershöhe, dem flächenmäßig größten Schutzgebiet für Ackerwildkräuter in Deutschland, gibt es so viele seltene Kalkackerwildkräuter wie an keiner anderen Stelle in Niedersachsen.

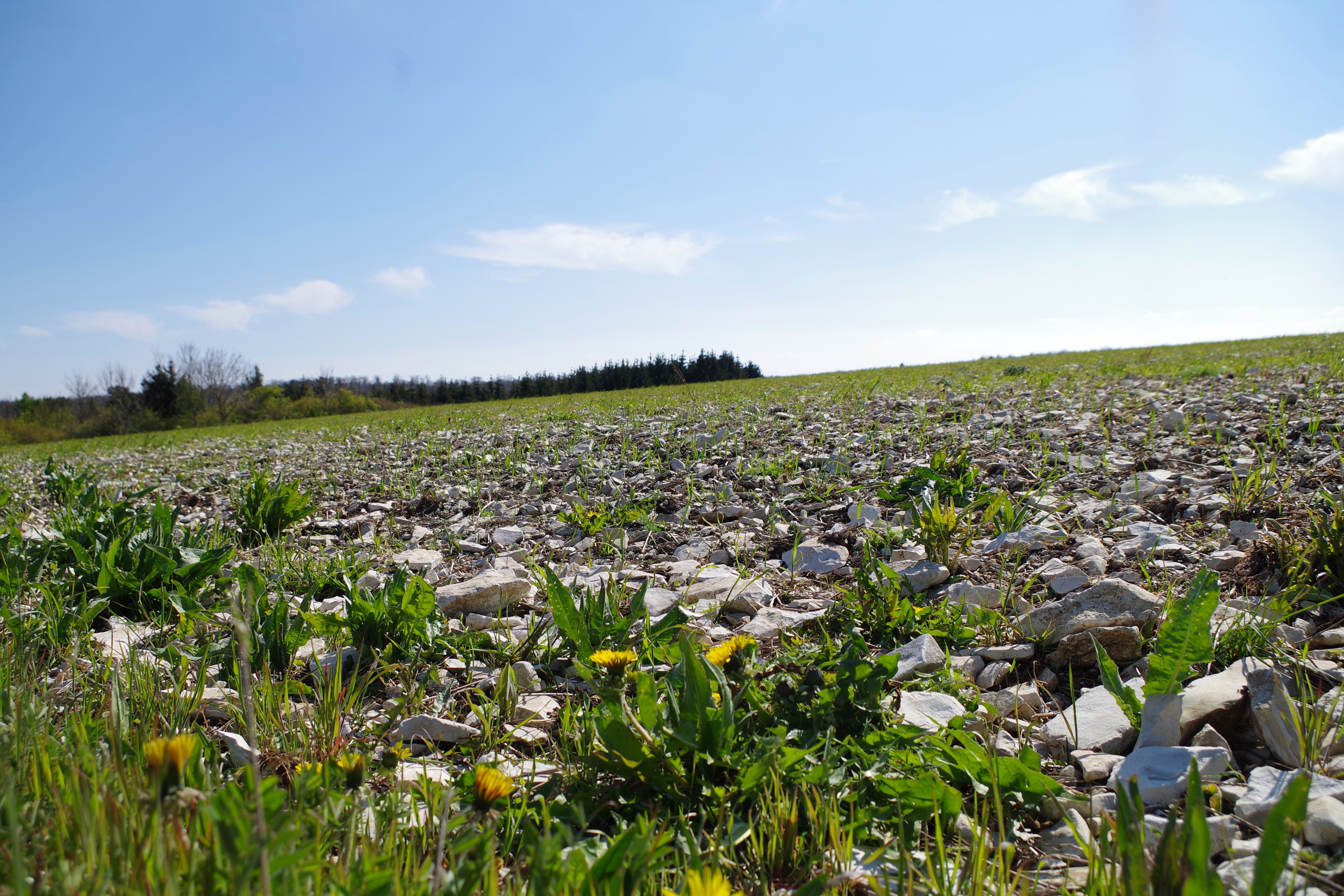
Steinreiche Ackerfläche im NSG
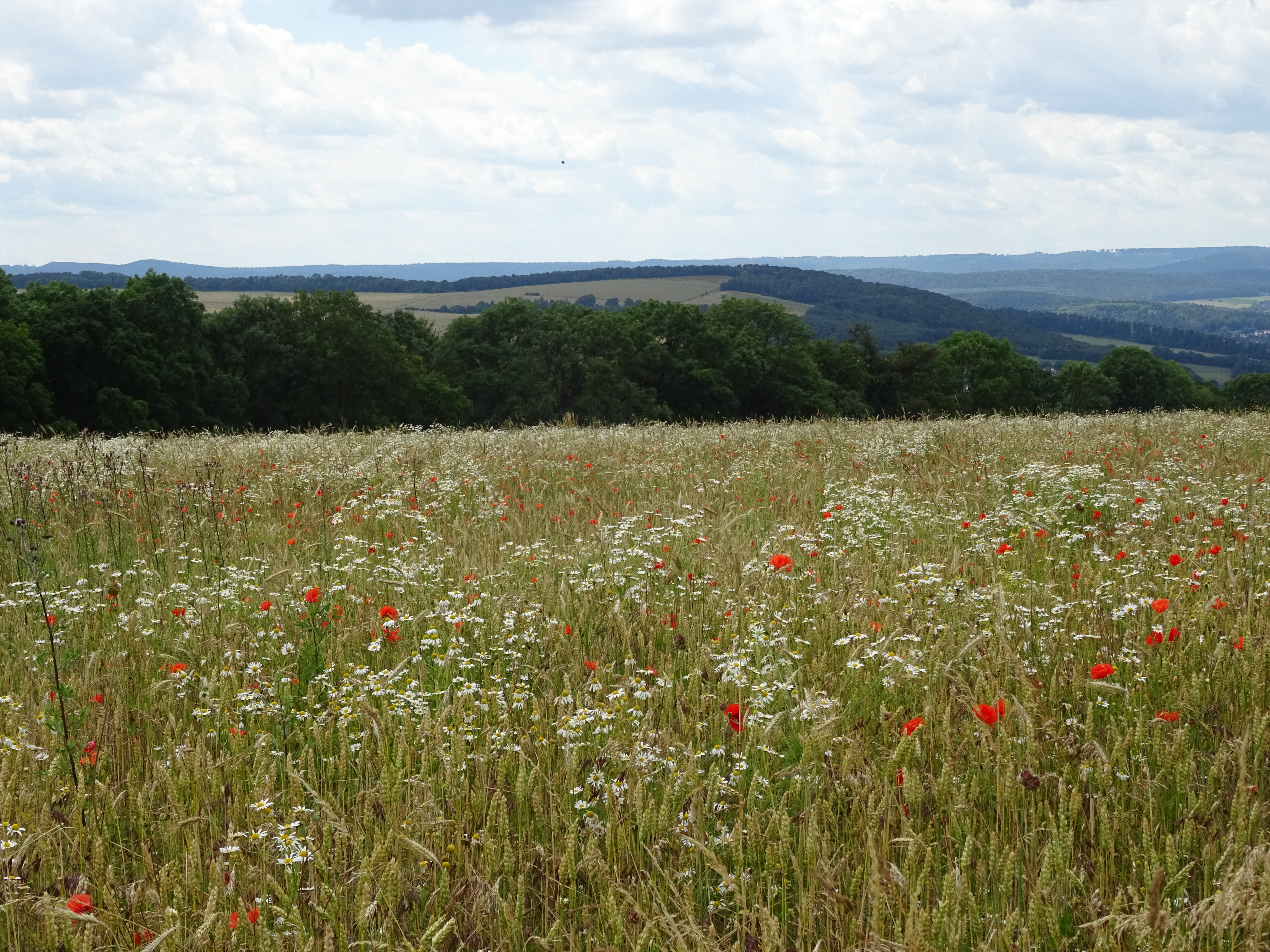
Beikrautreicher Weizenbestand im NSG
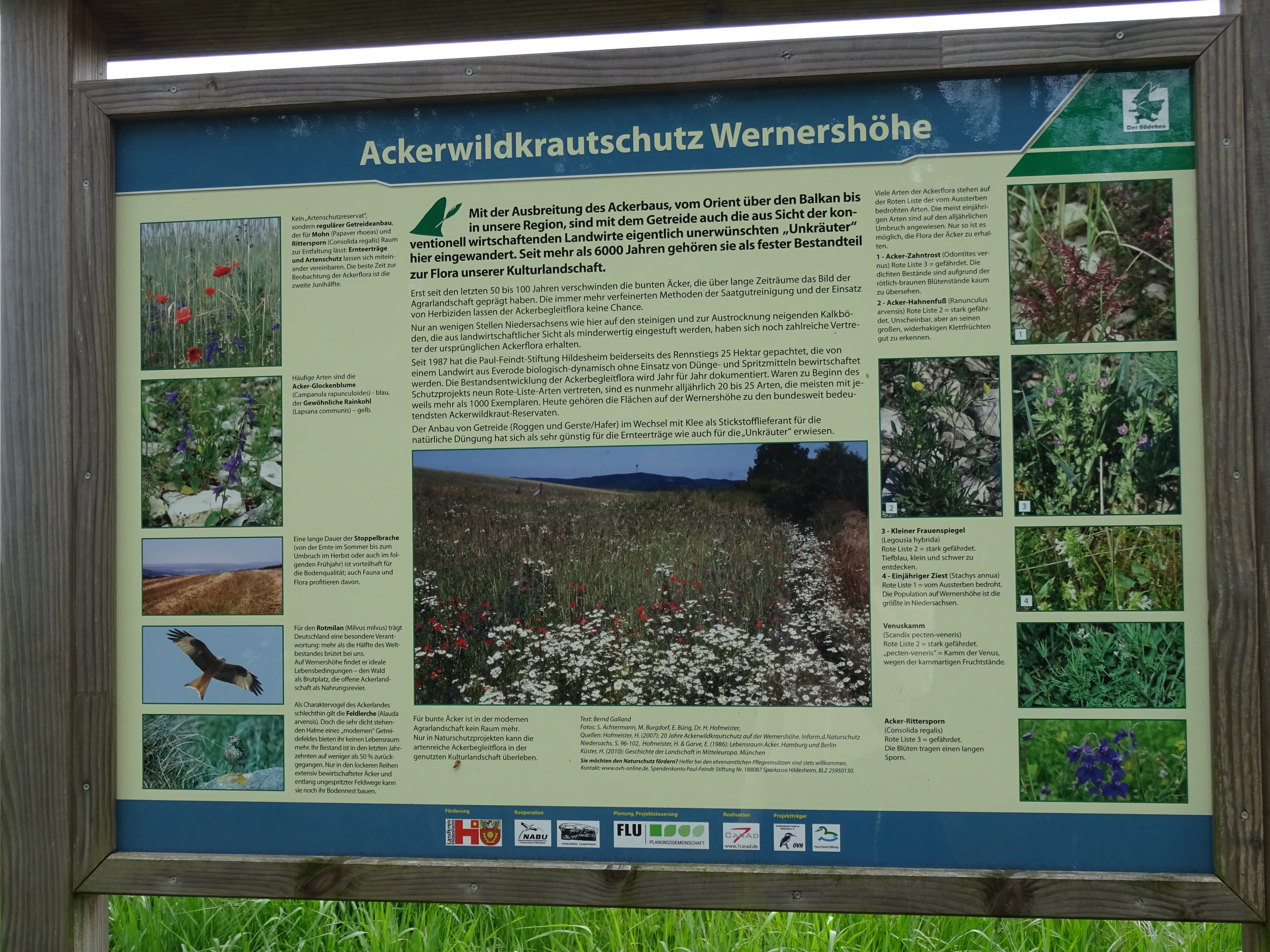
Infotafel zum Ackerwildkrautschutz auf der Wernershöhe